# Aletris scopulorum
Aletris scopulorum är en enhjärtbladig växtart som beskrevs av Stephen Troyte Dunn. Aletris scopulorum ingår i släktet Aletris och familjen myrliljeväxter. Inga underarter finns listade i Catalogue of Life.